# Anna själv tredje (musikalbum)
För den konstnärliga gestaltningen av jungfru Marias moder Anna, se Anna själv tredje.
Anna själv tredje är den svenska artisten Anna Järvinens tredje fullängdsalbum. Albumet släpptes den 30 mars 2011 på Stranded Rekords. Albumet är inspelat i Göteborg av Mattias Glavå och på albumet medverkar bland annat Gustav Ejstes och Reine Fiske från Dungen, Joel Alme, Jacob Öhrvall med flera. På Sverigetopplistan låg albumet som bäst sexa i fem veckor.
Albumet föregicks av singeln "Lilla Anna" som gick att ladda ner digitalt från artistens Facebooksida från och med den 23 februari 2011. Videon till singeln hade premiär den 3 mars 2011 på Sveriges televisions musikblogg PSL. Anna Järvinen beskriver själv låten som "mötet mellan naiv popmelodi och avgrundsdjupt sorglig kärlekshistoria".
Skivan drogs tillbaka tillfälligt i juni 2011, då den innehöll en cover av Cocteau Twins låt "Fotzepolitic" ("Hur man lättar helt enkelt" i Annas version) som inte hade godkänts av den brittiska popgruppen..

## Låtlista
Låtarna skrivna av Anna Järvinen där inget annat anges.
1. "Uppåt framåt på finska" - 2:56
2. "Lilla Anna" - 2:54
3. "Titta vi flyger" - 3:24
4. "Mer än väl" - 4:06
5. "Vals för Anna" - 5:23
6. "Hur man lättar helt enkelt" (svensk tolkning av "Fotzepolitic" av Cocteau Twins) - 3:58
7. "En sommardag som stängs av" - 4:33
8. "Händer" - 4:18
9. "Regna bort" - 4:10
10. "Ångrar inget" - 4:05

## Listplaceringar
| Listor (2011)          | Högsta placering |
| ---------------------- | ---------------- |
| Finländska albumlistan | 12               |
| Svenska albumlistan    | 6                |